# Teddy Williams
Edward Lake Williams, detto Teddy (Bushey, 1º luglio 1866 – Johannesburg, 11 novembre 1911), è stato un tennista britannico.

## Biografia
Esordì giovanissimo nel tennis, partecipando al singolare di Wimbledon del 1883 ad appena diciassette anni, e venendo eliminato al primo turno da Charles Grinstead (6-4, 4-6, 4-6, 6-4, 5-6). L'anno successivo fu nuovamente eliminato al primo turno da Ernest Renshaw, uno dei giocatori più forti dell'epoca (3-6, 5-7, 1-6).
Molto meglio andò nel doppio maschile del 1884, dove in coppia con Ernest Lewis riuscì a giungere in finale, dove tuttavia venne sconfitto dai fratelli Ernest e William Renshaw (3-6, 1-6, 6-1, 4-6). Dopo il 1884 non partecipò più al torneo di Wimbledon, dedicandosi solo a tornei minori. In seguito emigrò in Sudafrica, dove continuò a partecipare a tornei tennistici fino al ritiro dall'agonismo nel 1908. Morì a Johannesburg nel 1911.